# Lynno Lovert
Lynno Lovert, de son nom complet Lynno Lovert Sinte, né le 3 octobre 1988 à Kumba dans la région du Sud-Ouest du Cameroun, est un acteur, scénariste et entrepreneur camerounais.

## Biographie

### Enfance, études et débuts
D'ethnie Bafaw-Bakundu, Lynno Lovert naît le 3 octobre 1988 à Kumba. Il fait ses études primaires à la GPS Nkwen de Bamenda avant de poursuivre ses études secondaires au Government Bilingual High School (GBHS) Bamenda.

### Carrière
Il commence sa carrière cinématographique en 2001 avec le film The Heavens Forbid, réalisé par Thomas Belton. Lynno Lovert Sinte joue dans plusieurs films notables au cours de sa carrière. Il est notamment apparu dans Before the Sun Rise, réalisé par Fred Amata et produit par Agbor Gilbert Ebot, où il partage l'affiche avec des acteurs nigérians tels que Olu Jacobs, Zack Orji et Dakore Egbuson-Akande. Il joue également dans Blues Kingdom aux côtés de Clarion Chukwura et Zack Orji, Land of Shadows avec Jim Iyke et Zack Orji, ainsi que Royal Destination, réalisé par Neba Lawrence, où il collabore avec Tonto Dikeh et Emeka Ike. Parmi ses autres apparitions cinématographiques, figurent Pink Poison, Blood or Wine, Zingraft and the Battle of Mankon, Decoded, My Gallery, Viri et The African Guest .

### Distinctions
Lynno Lovert reçoit plusieurs nominations à des prix prestigieux, notamment au AMMA dans la catégorie Meilleur Enfant Star pour « Before the Sunrise » en 2006, ainsi qu'aux NAFCA African Oscars, au CEA, et au CMMA dans diverses catégories de meilleur acteur. Il est également nommé aux SONNAH Awards et au DAMA pour le meilleur second rôle acteur.

## Filmographie

### Cinéma
- 2001 : The Heavens Forbid[1]
- 2008: Forsaken Rose[2]
- 2009 : Royal Destination[3]
- 2009 : Land of Shadows[4]
- 2012 : Pink Poison[5]
- 2012 : Blood or Wine[6],[7]
- 2012 : Triangle of Tears[8]
- 2012 : Dark Side[9]
- 2013 : Votary[10]
- 2014 : My Gallery[11]
- 2014 : The Africain Guest : Ndikom[12]
- 2014 : Viri [13]
- 2018 : Little Cyndy : Blerk Alom[14]
- 2022 : Dirt Roads : Tataw [15]
- 2023 : A Cry from the Forest[1]
- 2023 : Silent Storm[16],[17]
- 2024 : Smiling Masks[18]

### Longs métrages
- 2020 : Saving Mbango ecrit par lynno lovert [7],[19]

### Séries
- 2012-2013 : Zintgraff and the Battle of Mankon[20]
  - 52 episodes  [21]

- 2019-2020 : Apple for 2 : Thug[22]